# SOA service
 Der er for få eller ingen kildehenvisninger i denne artikel, hvilket er et problem. Du kan hjælpe ved at angive troværdige kilder til de påstande, som fremføres i artiklen.

En SOA service eller blot service er et grundlæggende begreb indenfor serviceorienteret arkitektur. En service er en tjeneste, der har til formål at løse et velafgrænset problem.
Der findes forskellige protokoller til implementering af services fx COM, CORBA, SOAP og REST.
| Programmering | Spire Denne artikel om datalogi eller et datalogi-relateret emne er en spire som bør udbygges. Du er velkommen til at hjælpe Wikipedia ved at udvide den. |